# Rogowniczka końska

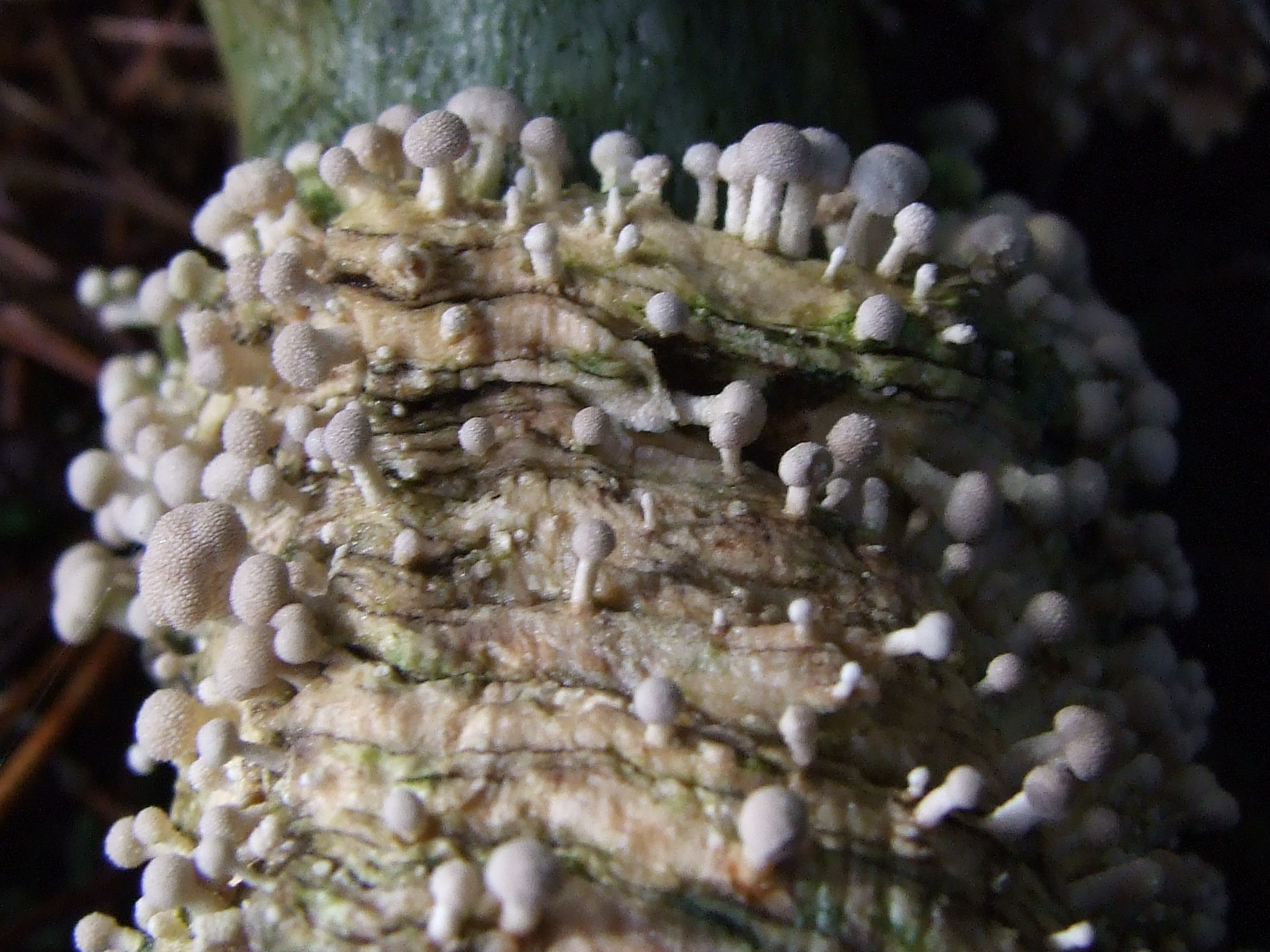
Fragment rogu z owocnikami

Rogowniczka końska (Onygena equina (Willd.) Pers.) – gatunek grzybów z klasy Eurotiomycetes. Jeden z nielicznych gatunków grzybów, które mają zdolność rozkładu keratyn – substancji budujących rogi, kopyta i racice zwierząt.

## Systematyka i nazewnictwo
Pozycja w klasyfikacji według Index Fungorum: Onygenaceae, Onygenales, Eurotiomycetidae, Eurotiomycetes, Pezizomycotina, Ascomycota, Fungi.
Po raz pierwszy opisał go w 1787 r. Carl Ludwig von Willdenow nadając mu nazwę Lycoperdon equinum. Obecną, uznaną przez Index Fungorum nazwę nadał mu Christiaan Hendrik Persoon w 1799 r.
Synonimy
- Lycoperdon equinum Sowerby 1800
- Lycoperdon equinum Willd. 1787
- Onygena equina var. mougeotii (Roum.) Sacc. 1889
- Onygena mougeotii Roum. 1879

Nazwa polska według B. Gumińskiej i W. Wojewody.

## Morfologia
Po raz pierwszy gatunek ten udało się wyhodować H.M. Wardowi w 1899 r., dzięki czemu poznał i opisał jego morfologię i cykl życiowy. Zauważył, że potraktowanie zarodników sokami żołądkowymi pochodzącymi od bydła roślinożernego znacznie poprawiło ich kiełkowanie. Ponadto Ward odkrył, że produkty znalezione w odchodach bydlęcych również sprzyjają kiełkowaniu zarodników. Wraz z tymi dwoma zrealizowanymi wymaganiami żywieniowymi zrozumiano również ekologiczną strategię tego grzyba.
Rogowniczka końska jest grzybem saprotroficznym. Wytwarza owocniki osiągające maksymalną wysokość 8 milimetrów. Większość wytworzonych w nich zarodników trafia na tereny trawiaste. Bydło, konie i owce jedzą te trawy z zarodnikami. Przechodzą one przez układ pokarmowy zwierząt bez uszkodzenia. Zwierzęta, które wydalają je w pobliżu rogów i kopyt martwego bydła i zwierząt roślinożernych z rodziny koniowatych, zaszczepiają bogaty w keratynę substrat żywymi zarodnikami tego grzyba wyspecjalizowanego w jej trawieniu.

## Występowanie
Spotykany jest głównie w miejscach, w których wyrzucane są resztki kopyt, rogów i racic zwierzęcych. W Polsce podano tylko dwa stanowiska tego gatunku, jedno z nich ponad 100 lat temu (Joseph Schröter1908 i  Wanda Rudnicka-Jezierska 1965 r.). Nowe stanowiska podaje internetowy atlas grzybów. Rogowniczka końska zaliczona w nim jest do gatunków rzadkich i wartych objęcia ochroną.
Obecnie gatunek ten jest bardzo rzadki. Przyczyną tego jest fakt, że w obawie przed rozprzestrzenianiem się różnych chorób martwe zwierzęta są usuwane z łąk, a odpady zwierzęce z rzeźni podlegają utylizacji.
W Polsce występuje jeszcze drugi gatunek rogowniczki mający zdolność trawienia keratyn, Jest to rogowniczka ptasia (Onygena corvina).